# Laraine Newman
Laraine Newman (1952. március 2., Los Angeles) amerikai színésznő, író és humorista, aki a Saturday Night Live eredeti szereplőgárdájának része volt, és ő játszotta a főgonosz szerepét az 1991-es Talpig zűrben 2. című filmben.

## Élete
1952. március 2-án született Los Angelesben. Családja zsidó származású. Négy gyerek közül ő volt a legfiatalabb. Nővére, Tracy Newman Emmy-díjas televíziós író. A Beverly Hills High School tanulója volt, és ott is érettségizett 1970-ben. 1991-ben ment feleségül Chad Einbinder színész-író-rendezőhöz, 25 év után elváltak. Két gyerekük van: Spike és Hannah.
15 éves korában kezdett el improvizációs leckéket venni. Érettségi után négy színésziskolába jelentkezett, de egyikbe sem vették fel, így Párizsba ment, hogy pantomimművészetet tanuljon Marcel Marceau-val.
19 éves korában visszatért az Egyesült Államokba, és Los Angelesbe költözött. A The Groundlings nevű improvizációs társulat alapítója lett. Ebben az időben egy ügynöknél is dolgozott, aki rockegyüttesekkel dolgozott, munkája az volt, hogy a szerződöttek neveit írta.
Hatásaiként Eve Ardent, Madeline Kahn-t és Richard Pryort tette meg.
1974-ben Lorne Michaels felfogadta az akkor 22 éves Newman-t, ekkor őt lenyűgözte Newman teljesítménye. Egy évvel később a SNL eredeti szereplőgárdájának tagja lett; 1975-től 1980-ig szerepelt a műsorban.
Az SNL-ben töltött öt éve alatt Gilda Radner jó barátja lett, és bizonyos mértékben riválisa is.

## További információ
- Hivatalos oldal
- Laraine Newman a PORT.hu-n (magyarul)
- Laraine Newman az Internetes Szinkronadatbázisban (magyarul)
- Laraine Newman az Internet Movie Database-ben (angolul)
- Laraine Newman a Rotten Tomatoeson (angolul)